# Rivolta contro i medici del 1788
La rivolta contro i medici del 1788 fu un incidente che ebbe luogo nell'aprile del 1788 a New York City, dove il furto di cadaveri dalle tombe dei defunti causò un'espressione di malcontento di massa da parte dei newyorkesi diretta principalmente verso medici e studenti di medicina.

## Storia
Alla fine della rivoluzione americana, circa un quinto della popolazione di New York era nera, la maggior parte dei quali erano schiavi. La costruzione di New York City, sotto gli olandesi e gli inglesi, fu realizzata in gran parte con il lavoro degli schiavi. Gli unici luoghi dove era permesso agli schiavi di seppellire i defunti erano al di fuori dei confini della città. Molto spesso, venivano sepolti in alcuni appezzamenti a nord di Chambers Street, di fronte al Cimitero dei Poveri, spesso più corpi in un'unica tomba, in un sito in cui ora si trova l'African Burial Ground National Monument, allora noto come Negroes Burying Ground (terreno di sepoltura dei neri).
Entrambi i cimiteri erano vicini al Columbia College, che ospitava l'unica scuola di medicina della città. I tabù associati alla violazione dei cadaveri rendevano difficile procurarsi cadaveri per dissezione e studio, e molti studenti e medici avrebbero esumato corpi dai cimiteri vicini a causa dello status socialmente emarginato dei loro occupanti. Il rapimento dei corpi era spesso il modo più economico e sicuro per ottenere i resti dei defunti, specialmente in inverno, quando i corpi si decomponevano più lentamente.

## Rivolta

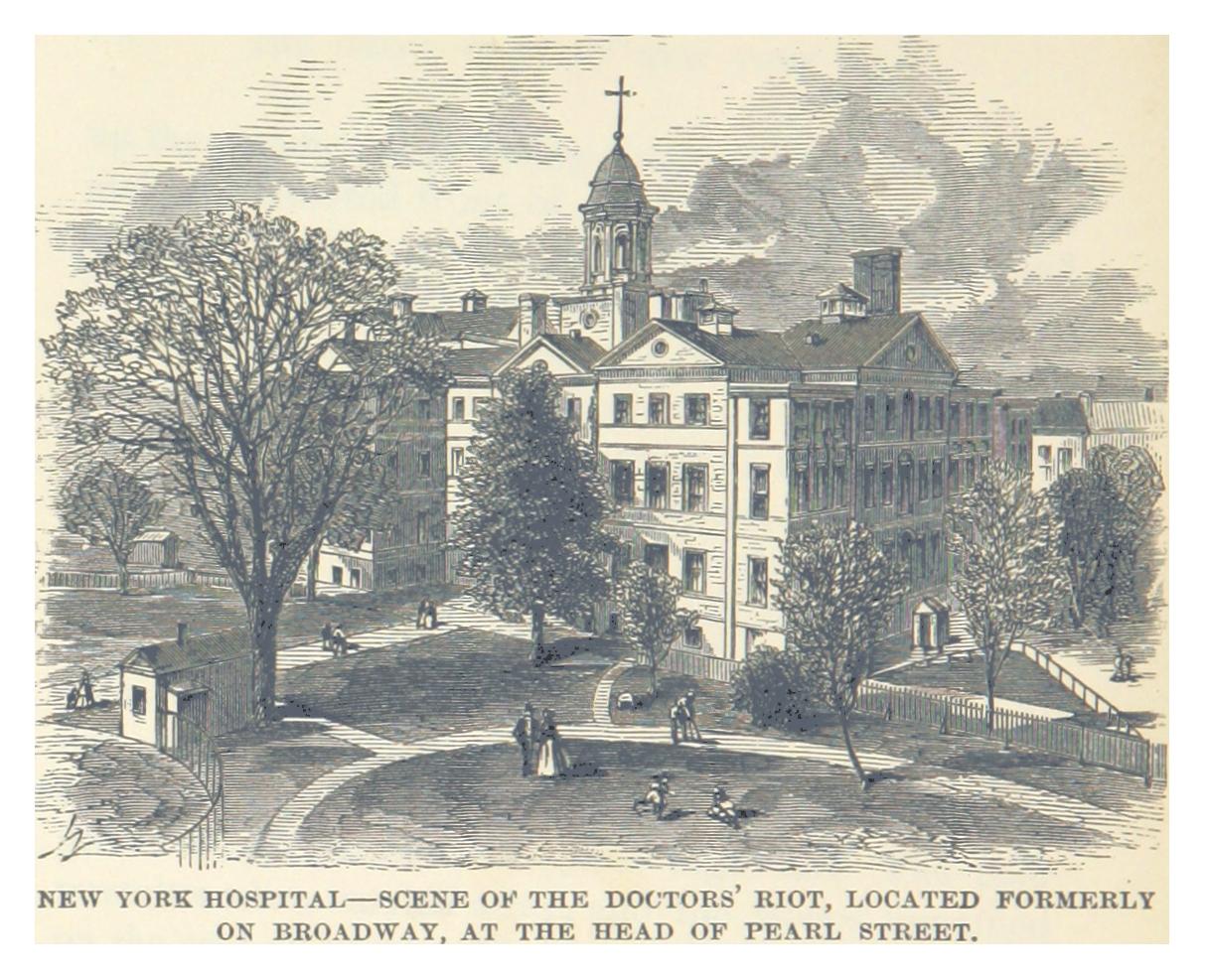
New York Hospital, luogo della rivolta.

Poiché non si conosceva alcun metodo per preservare un intero cadavere, i furti venivano eseguiti in fretta, spesso in inverno per rallentare il tasso di decomposizione. Nell'inverno del 1788, il numero di cadaveri riesumati dagli studenti aumentò sostanzialmente. Le attività degli studenti di medicina e dei medici, conosciuti colloquialmente come "Resurrectionists" (da resurrection, nome con cui veniva identificata la loro pratica) nel cimitero nero, furono notate da un gruppo di liberti che, il 3 febbraio, presentarono una petizione al consiglio comunale per agire contro di esse. La petizione fu ampiamente ignorata e non fu fatto alcuno sforzo per fermare le esumazioni senza licenza.
Nell'aprile del 1788, un gruppo di bambini giocava fuori dall'ospedale di New York, vicino a una stanza in cui uno studente del medico Richard Bayley, noto per riesumare i cadaveri, stava sezionando un braccio. Bayley, nato e cresciuto in Connecticut, aveva ricevuto la sua formazione medica in Inghilterra, dove il rapimento dei corpi era più comune. Su di lui si diceva che fosse solito "tagliare i suoi pazienti ed eseguire esperimenti crudeli sui malati".
Lo studente, John Hicks, alzò il braccio verso i bambini e disse ad uno di essi che il braccio apparteneva a sua madre, morta da poco. Il ragazzo corse a casa e lo disse a suo padre. Lui, dopo aver riesumato la bara di sua moglie e averla trovata vuota, radunò un gruppo di cittadini che marciarono verso l'ospedale e iniziarono a radunarsi attorno all'edificio.
La folla alla fine fece irruzione in ospedale e, dopo aver trovato diversi corpi in varie fasi di mutilazione, spinse l'assistente di Richard Bayley, Wright Post, e un certo numero di suoi studenti in strada, dove intervenne il sindaco di New York, James Duane.
Si radunò una folla di 2.000 persone e si diffuse la notizia degli orrori visti in ospedale, portando a rivolte diffuse, con i pochi medici rimasti a New York City costretti a nascondersi. Un folto gruppo di rivoltosi scese a Broadway, alla ricerca di John Hicks, ritenuto dalla folla il colpevole principale. Mentre i manifestanti si radunavano davanti al tribunale e lanciavano pietre, vennero chiamati milizia e cavalleria per respingerli. La rivolta durò alcuni giorni, fino a quando il Governatore Clinton non decise di mandare uomini a pattugliare le strade per renderle nuovamente sicure.
Almeno tre rivoltosi e tre miliziani morirono nello scontro; alcuni stimano che ci furono fino a 20 morti.

## Effetti
L'opinione pubblica verso i medici a New York rimase molto bassa per diversi anni, e mentre alcuni studenti vennero processati, Hicks non fu tra questi. La dissezione post mortem era considerata un affronto verso i morti e venne vietato l'uso di qualsiasi cadavere non autorizzato. Un anno dopo, nel gennaio 1789, fu finalmente pubblicato uno statuto per legiferare sul corretto trattamento dei cadaveri, con dure punizioni imposte a coloro che lo violavano. Chiunque avesse infranto la legge sarebbe rimasto in piedi nella gogna o sarebbe stato frustato, multato o imprigionato pubblicamente.
Lo statuto consentiva comunque di utilizzare i corpi dei criminali giustiziati nella dissezione per evitare che alla scienza "venisse arrecato danno da questa scelta". Diversi trafugatori professionisti vennero reclutati per sostituire gli studenti e continuarono a controllare la fornitura di cadaveri per generazioni. Nel corso del 1700, la legge britannica considerava la dissezione come una punizione peggiore della morte.
Per scoraggiare il ricorso ai duelli, il Tribunale del Massachusetts utilizzò la dissezione come una deterrente, decretando che chiunque fosse morto a seguito di un duello sarebbe stato condannato alla dissezione post mortem e allo smembramento.